# Aglaia odoratissima
Aglaia odoratissima är en tvåhjärtbladig växtart som beskrevs av Carl Ludwig von Blume. Aglaia odoratissima ingår i släktet Aglaia och familjen Meliaceae. Inga underarter finns listade i Catalogue of Life.